# 武温昚
武温昚（？—736年），又作武温慎，唐朝并州文水（今山西省文水县）人。他是武则天堂侄武攸望之子。
李隆基平韋后，武攸望貶死。开元二十四年（736年）四月，武温昚因为交通權貴，被唐玄宗杖杀。因为與武温昚交遊，四月乙丑，朔方、河東節度使信安王李禕貶为衢州刺史，廣武王李承宏貶为房州別駕，涇州刺史薛自勸貶为澧州別駕；四月辛未，因为與李禕交書，蒲州刺史王琚貶为通州刺史。